# Tectarius
Tectarius (nomeadas, em inglês, prickly-winkle -sing.; significando "buzina cheia de espinhos") é um gênero de moluscos gastrópodes marinhos, litorâneos e herbívoros, pertencente à família Littorinidae. Foi classificado por Achille Valenciennes, em 1832, no texto "Coquilles univalves marines de l'Amérique équinoxiale, recueillies pendant le voyage de MM. A. de Humboldt et A. Bonpland", publicado na obra de: Humboldt, A. von & Bonpland, A. (Eds), Recueil d'observations de zoologie et d'anatomie comparée: faites dans l'océan atlantique, dans l'intérieur du nouveau continent et dans la mer du sud pendant les années 1799, 1800, 1801, 1802 et 1803. Vol. 2: 262-339, pl. 57.; junto com sua espécie-tipo, Tectarius coronatus. Sua distribuição geográfica abrange principalmente os oceanos de clima tropical do Indo-Pacífico, habitando a proximidade da zona entremarés, e suas espécies estão entre os Littorinidae mais procurados para o colecionismo, por suas conchas cônicas, medianamente grandes, tuberculadas ou espinescentes; dotadas de opérculo córneo, geralmente sem umbílico e sempre sem capa interna de madrepérola.

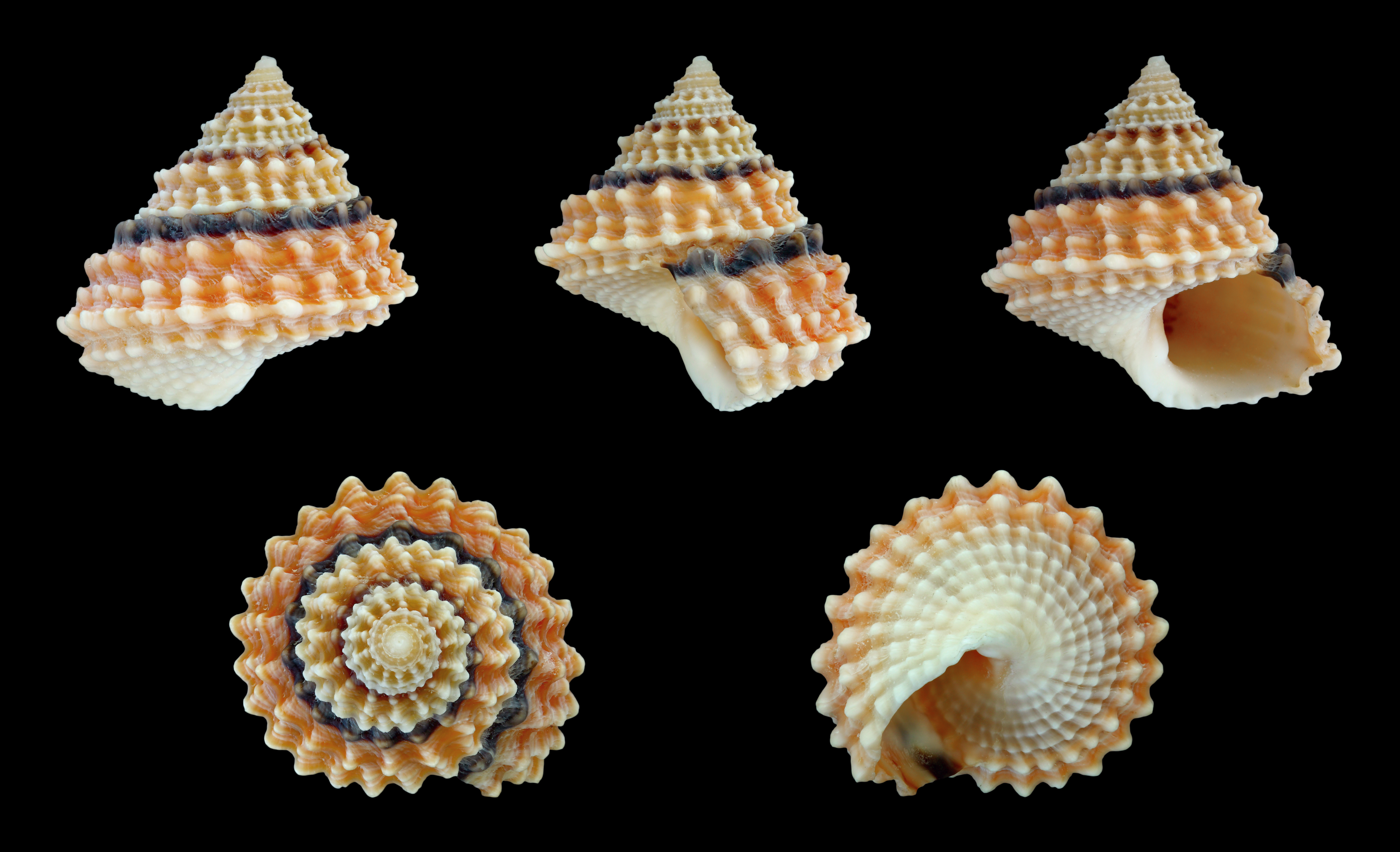
Tectarius coronatus Valenciennes, 1832[1]; espécime das Filipinas.
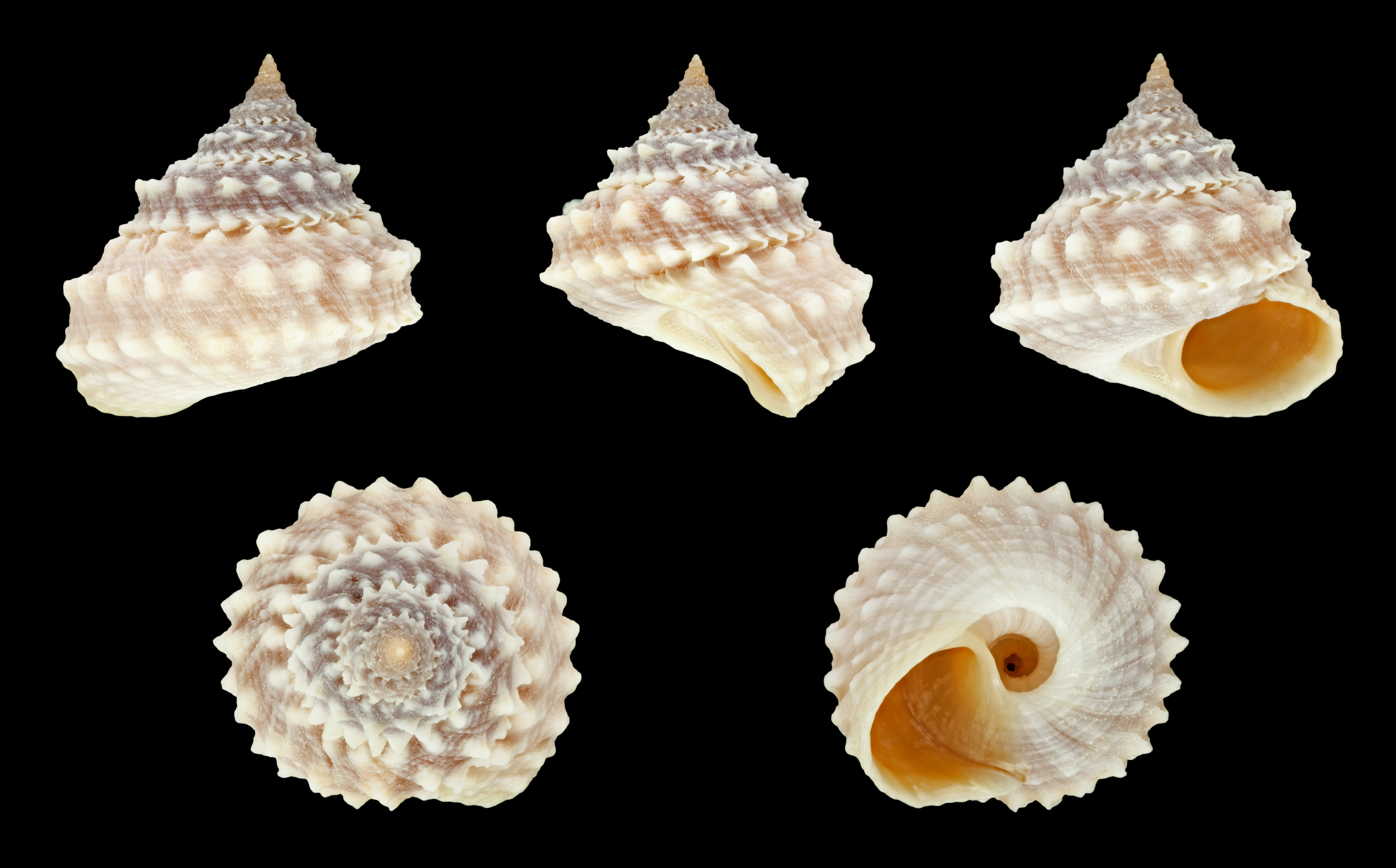
Tectarius cumingii (Philippi, 1846)[1]; espécime da Indonésia.
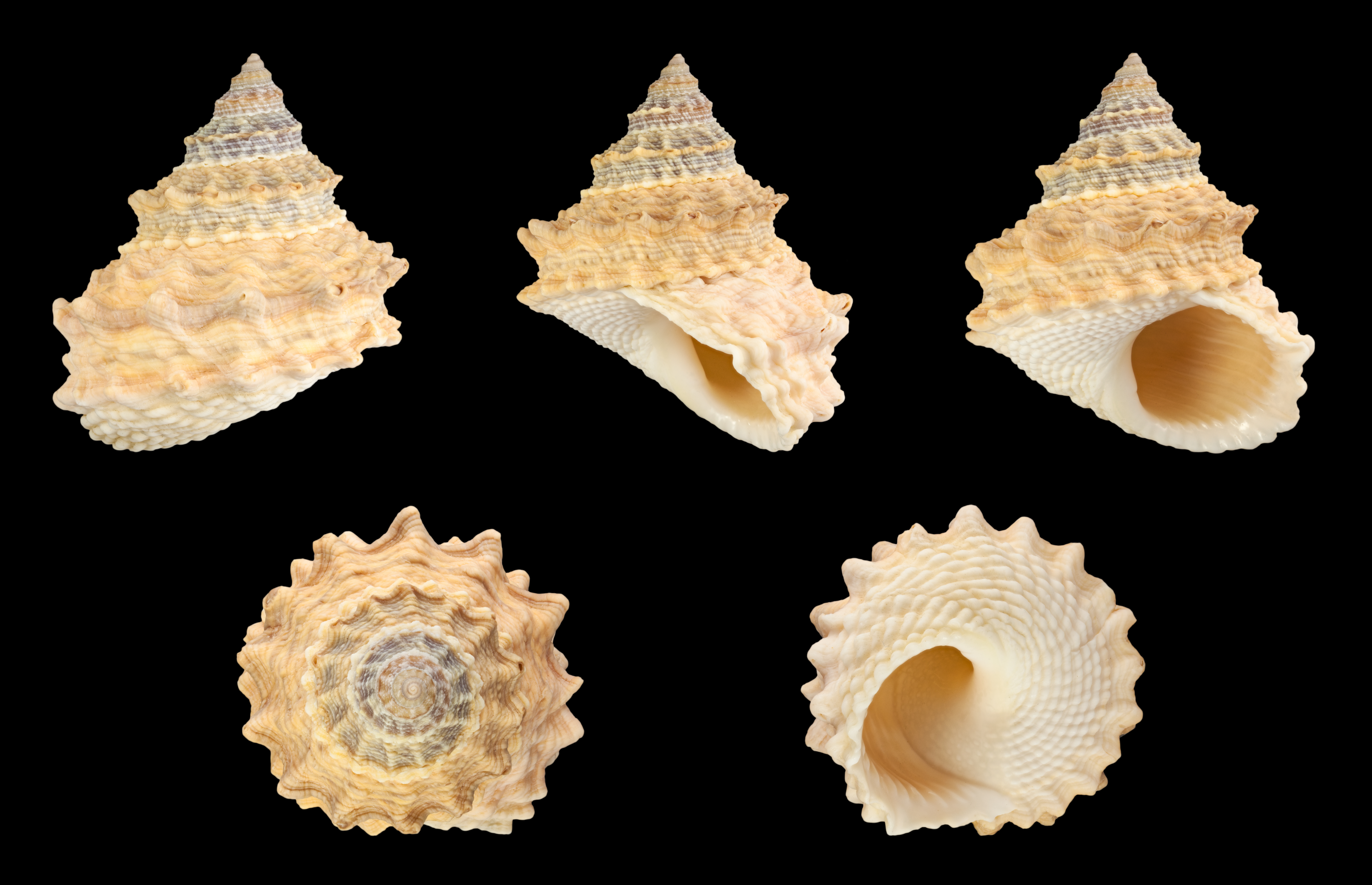
Tectarius pagodus (Linnaeus, 1758)[1]; espécime da Indonésia.
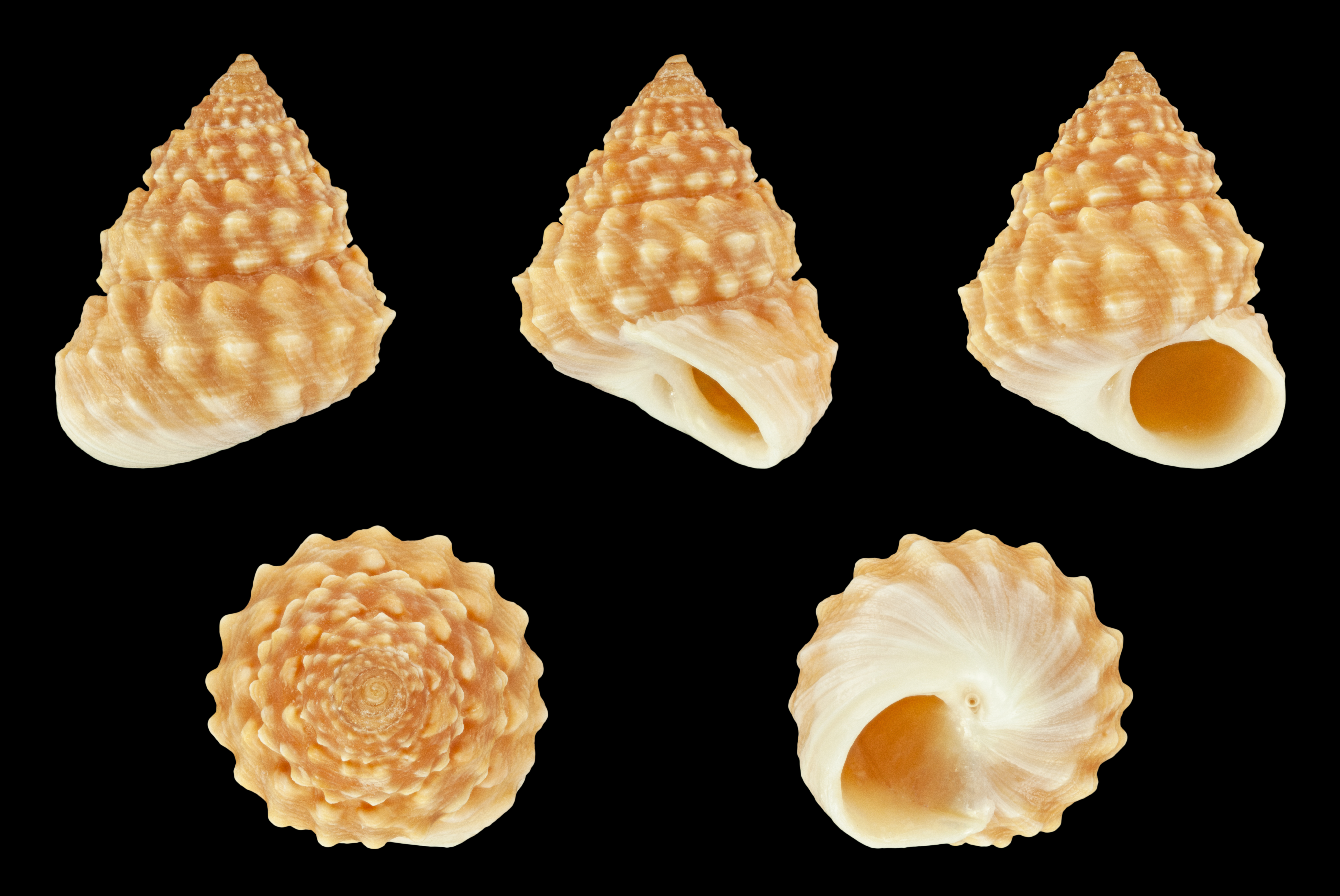
Tectarius spinulosus (Philippi, 1847)[1]; espécime das Filipinas.
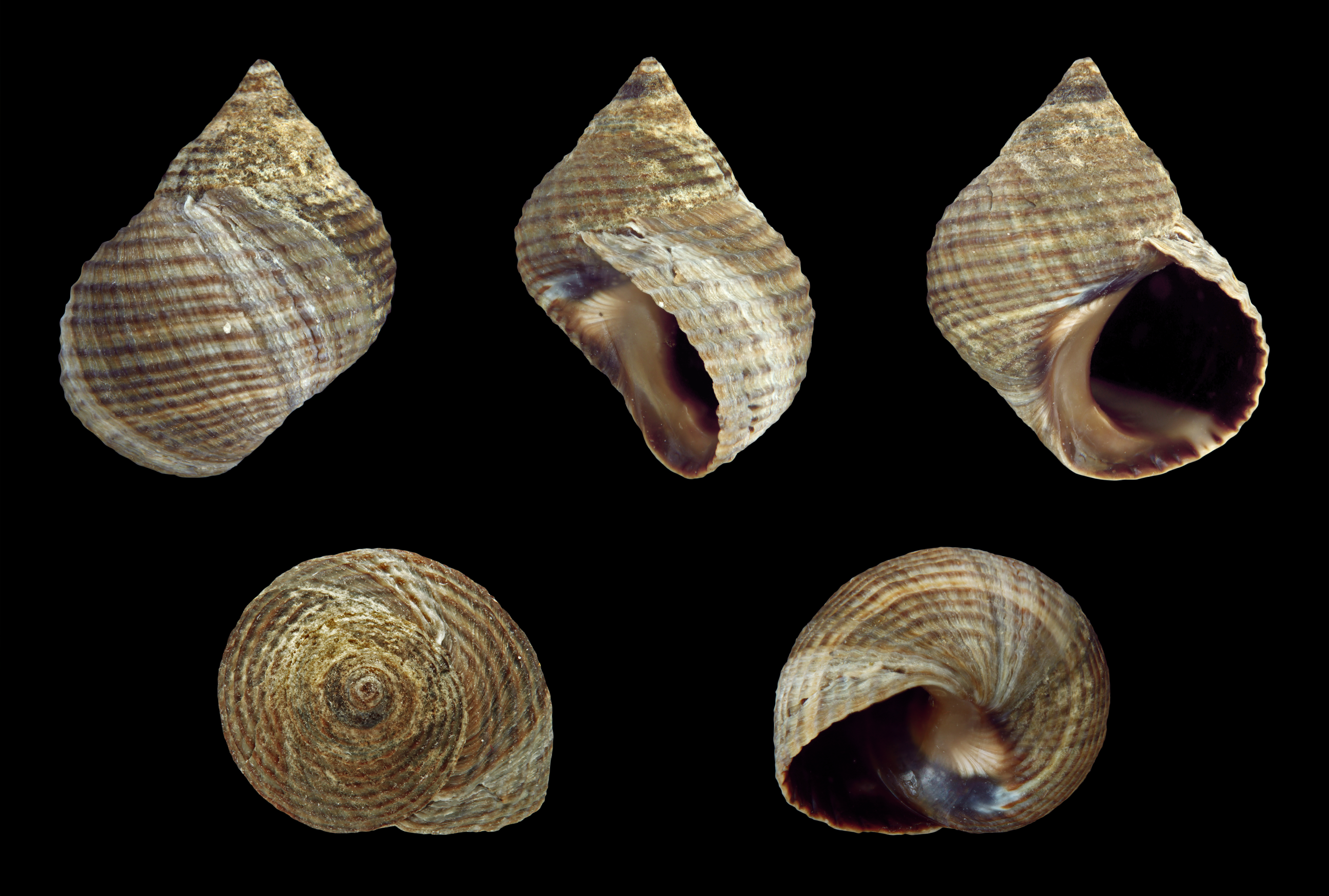
Tectarius striatus (P. P. King, 1832)[1]; espécime das Canárias.

## Taxonomia
No passado o gênero Tectarius continha um número maior de espécies, transferidas para os gêneros Echinolittorina e Cenchritis.

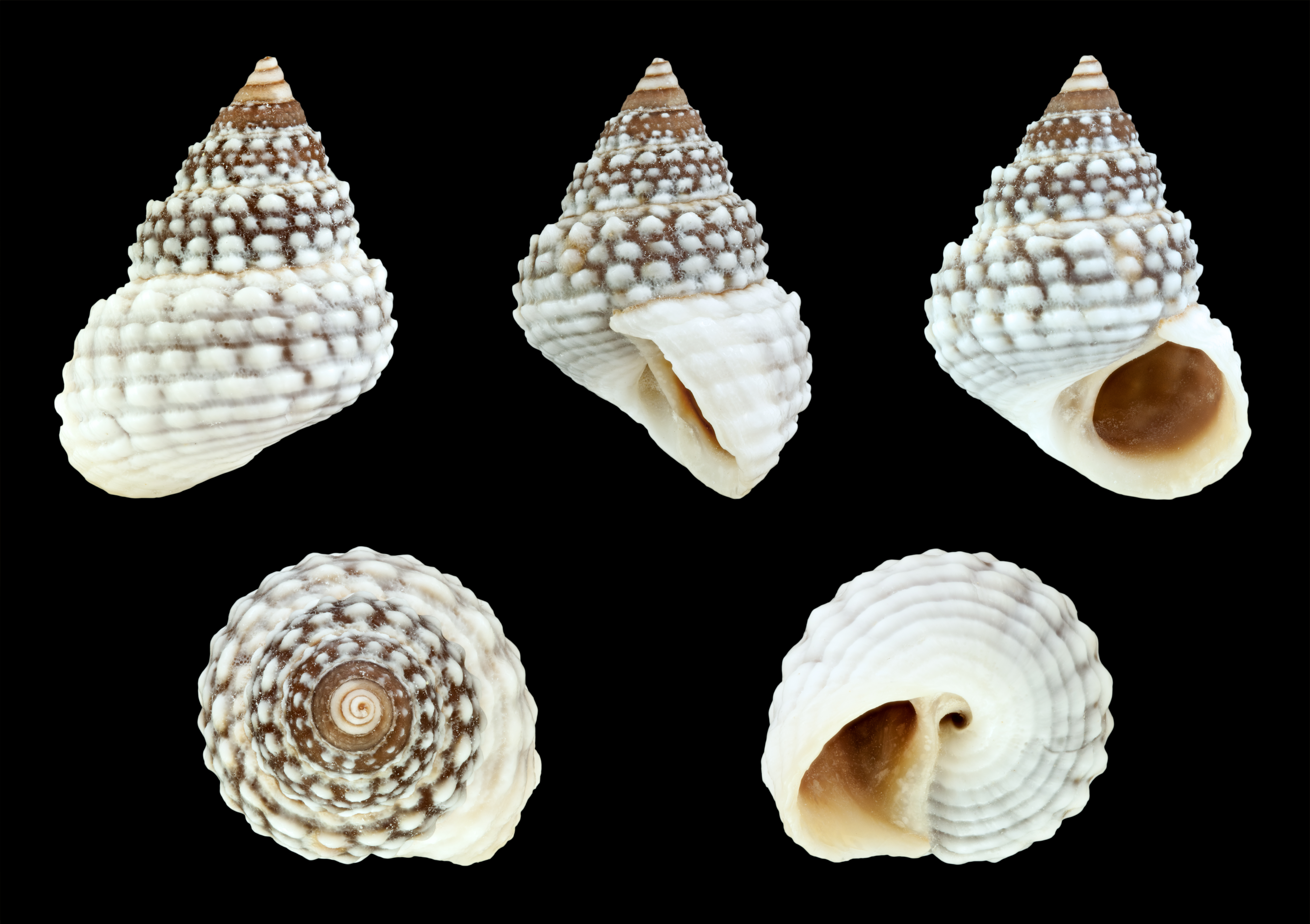
Cenchritis muricatus (Linnaeus, 1758) do oeste do Atlântico, outrora pertencente ao gênero Tectarius.

## Espécies deTectarius
Tectarius antonii (Philippi, 1846)
Tectarius coronatus Valenciennes, 1832 - Espécie-tipo
Tectarius cumingii (Philippi, 1846)
Tectarius grandinatus (Gmelin, 1791)
Tectarius niuensis D. Reid & Geller, 1997
Tectarius pagodus (Linnaeus, 1758)
Tectarius rusticus (Philippi, 1846)
Tectarius spinulosus (Philippi, 1847)
Tectarius striatus (P. P. King, 1832)
Tectarius tectumpersicum (Linnaeus, 1758)
Tectarius viviparus (Rosewater, 1982)